# Olympische Sommerspiele 2020/Gewichtheben – Superschwergewicht (Männer)
Das Gewichtheben der Männer in der Klasse über 109 kg (Superschwergewicht) bei den Olympischen Sommerspielen 2020 in Tokio fand am 4. August 2021 im Tokyo International Forum statt. Es nahmen 13 der 14 qualifizierten Athleten teil.
Der Wettkampf bestand aus zwei Teilen: Reißen (Snatch) und Stoßen (Clean and Jerk). Die Athletinnen traten in zwei Gruppen zuerst im Reißen an, bei dem sie drei Versuche hatten. Gewichtheberinnen ohne gültigen Versuch schieden aus. Im Stoßen hatte wieder jede Athletin drei Versuche. Die Athletin mit dem höchsten zusammenaddierten Gewicht gewann. Im Falle eines Gleichstandes gab das geringere Körpergewicht den Ausschlag.

## Titelträger
| Weltmeister     | Reißen    | Lascha Talachadse | 220 kg | WM 2019 in Pattaya     |
| Weltmeister     | Stoßen    | Lascha Talachadse | 264 kg | WM 2019 in Pattaya     |
| Weltmeister     | Zweikampf | Lascha Talachadse | 484 kg | WM 2019 in Pattaya     |
| Olympiasieger * | Zweikampf | Lascha Talachadse | 473 kg | 2016 in Rio de Janeiro |

## Rekorde

### Bestehende Rekorde
| Weltrekord           | Reißen    | Lascha Talachadse | 222 kg | Moskau, Russland    | 11. April 2021     |
| Weltrekord           | Stoßen    | Lascha Talachadse | 264 kg | Pattaya, Thailand   | 27. September 2019 |
| Weltrekord           | Zweikampf | Lascha Talachadse | 485 kg | Moskau, Russland    | 11. April 2021     |
| Olympischer Rekord * | Reißen    | Hossein Rezazadeh | 212 kg | Sydney, Australien  | 26. September 2000 |
| Olympischer Rekord * | Stoßen    | Hossein Rezazadeh | 263 kg | Athen, Griechenland | 25. August 2004    |
| Olympischer Rekord * | Zweikampf | Hossein Rezazadeh | 472 kg | Sydney, Australien  | 26. September 2000 |

Das Gewichtheben der Männer fand bisher bei keinen Olympischen Sommerspielen in der Gewichtsklasse über 109 kg statt. Daher gab es vor den Spielen in Tokio noch keine olympischen Rekorde in dieser Klasse.

### Neue Rekorde
Der George Lascha Talachadse stellte bei dem Wettkampf sechs neue Rekorde auf. Er verbesserte seine drei bisherigen Weltrekorde im Reißen, im Stoßen und im Zweikampf und übertraf die gesetzten Hürden zum Aufstellen olympischer Rekorde in der Gewichtsklasse über 109 kg.
| Weltrekord und Olympischer Rekord | Reißen    | Lascha Talachadse | 223 kg | Tokio, Japan | 4. August 2021 |
| Weltrekord und Olympischer Rekord | Stoßen    | Lascha Talachadse | 265 kg | Tokio, Japan | 4. August 2021 |
| Weltrekord und Olympischer Rekord | Zweikampf | Lascha Talachadse | 488 kg | Tokio, Japan | 4. August 2021 |

## Endergebnis
| Rang | Athlet                | Nation             | Gr.   | Kgw.   | Reißen (kg) | Reißen (kg) | Reißen (kg) | Reißen (kg) | Stoßen (kg) | Stoßen (kg) | Stoßen (kg) | Stoßen (kg) | Zweikampf |
| Rang | Athlet                | Nation             | Gr.   | Kgw.   | 1           | 2           | 3           | Gesamt      | 1           | 2           | 3           | Gesamt      | Zweikampf |
| ---- | --------------------- | ------------------ | ----- | ------ | ----------- | ----------- | ----------- | ----------- | ----------- | ----------- | ----------- | ----------- | --------- |
| 1    | Lascha Talachadse     | Georgien           | A     | 177,00 | 208         | 215         | 223         | 223         | 245         | 255         | 265         | 265         | 488       |
| 2    | Ali Davoudi           | Iran               | A     | 168,25 | 191         | 196         | 200         | 200         | 234         | 240         | 241         | 241         | 441       |
| 3    | Man Asaad             | Syrien             | A     | 147,55 | 185         | 190         | 197         | 190         | 228         | 234         | 242         | 234         | 424       |
| 4    | Hojamuhammet Toýçyýew | Turkmenistan       | A     | 141,85 | 184         | 188         | 190         | 184         | 230         | 235         | 241         | 230         | 414       |
| 5    | David Liti            | Neuseeland         | A     | 176,55 | 173         | 178         | 183         | 178         | 229         | 236         | 241         | 236         | 414       |
| 6    | Enzo Kuworge          | Niederlande        | A     | 161,10 | 175         | 180         | 180         | 175         | 225         | 233         | 234         | 234         | 409       |
| 7    | Péter Nagy            | Ungarn             | B     | 160,30 | 165         | 173         | 178         | 178         | 206         | 214         | 218         | 218         | 396       |
| 8    | Marcos Ruiz           | Spanien            | B     | 109,90 | 175         | 180         | 185         | 180         | 210         | 215         | 215         | 215         | 395       |
| 9    | Caine Wilkes          | Vereinigte Staaten | B     | 151,15 | 173         | 178         | 180         | 173         | 212         | 217         | 224         | 217         | 390       |
| 10   | Sargis Martirosjan    | Österreich         | B     | 114,35 | 175         | 180         | 180         | 180         | 190         | 201         | 205         | 201         | 381       |
| 11   | David Litvinov        | Israel             | B     | 128,60 | 176         | 181         | 181         | 176         | 205         | 210         | 210         | 205         | 381       |
| 12   | Hsieh Yun-ting        | Chinesisch Taipeh  | B     | 126,05 | 165         | 172         | 179         | 172         | 206         | 206         | 214         | 206         | 378       |
| —    | Jiří Orság            | Tschechien         | A     | 140,90 | 175         | 180         | 184         | 180         | 232         | 235         | 235         | —           | —         |
| —    | Walid Bidani          | Algerien           | DNS * | DNS *  | DNS *       | DNS *       | DNS *       | DNS *       | DNS *       | DNS *       | DNS *       | DNS *       | DNS *     |